# Епархия Гуарды
Епархия Гуарды (лат. Dioecesis Aegitaniensis) — епархия Римско-Католической церкви с центром в городе Гуарда, Португалия. Епархия Гуарды входит в патриархат Лиссабона. Кафедральным собором епархии Гуарды является Собор Гуарды.

## История
Епархия Гуарды была образована в VI веке в городе Иданья-а-Нова. Первоначально она входила в митрополию Браги. В 666 году епархия Гуарды вошла в митрополию Мериды (сегодня — Архиепархия Мериды-Бадахоса).
В 715 году Гуарда была разрушена маврами. В 1199 году епархия Гуарды была восстановлена и вошла в митрополию Сантьяго-де-Компостела. В 1490 году епархия Гуарды вошла в митрополию Лиссабона.
21 августа 1549 года епархия Гуарды передала часть своей территории новой епархии Епархия Порталегре (сегодня — Епархия Порталегре-Каштелу Бранку). 7 июня 1771 года епархия Гуарды передала часть своей территории епархии Каштелу-Бранку.
30 сентября 1881 года, после реорганизации, в епархию Гуарды вошли часть территорий епархии Коимбры, Пиньела и Каштелу-Бранку.

## Источник
- Annuario Pontificio,  Libreria Editrice Vaticana, Città del Vaticano, 2003, ISBN 88-209-7422-3
- Pius Bonifacius Gams, Series episcoporum Ecclesiae Catholicae, Leipzig 1931, стр. 100-102  (лат.)
- Konrad Eubel, Hierarchia Catholica Medii Aevi, vol. 1 Архивная копия от 9 июля 2019 на Wayback Machine, стр. 235; vol. 2 Архивная копия от 4 октября 2018 на Wayback Machine, стр. 149; vol. 3 Архивная копия от 21 марта 2019 на Wayback Machine, стр. 190-191; vol. 4 Архивная копия от 4 октября 2018 на Wayback Machine, стр. 180; vol. 5, стр. 192; vol. 6, стр. 205  (лат.)